# Paratomapoderus flavoebenoides
Paratomapoderus flavoebenoides es una especie de coleóptero de la familia Attelabidae.

## Distribución geográfica
Habita en Ghana.